# 6-Stunden-Rennen von Fuji 2023

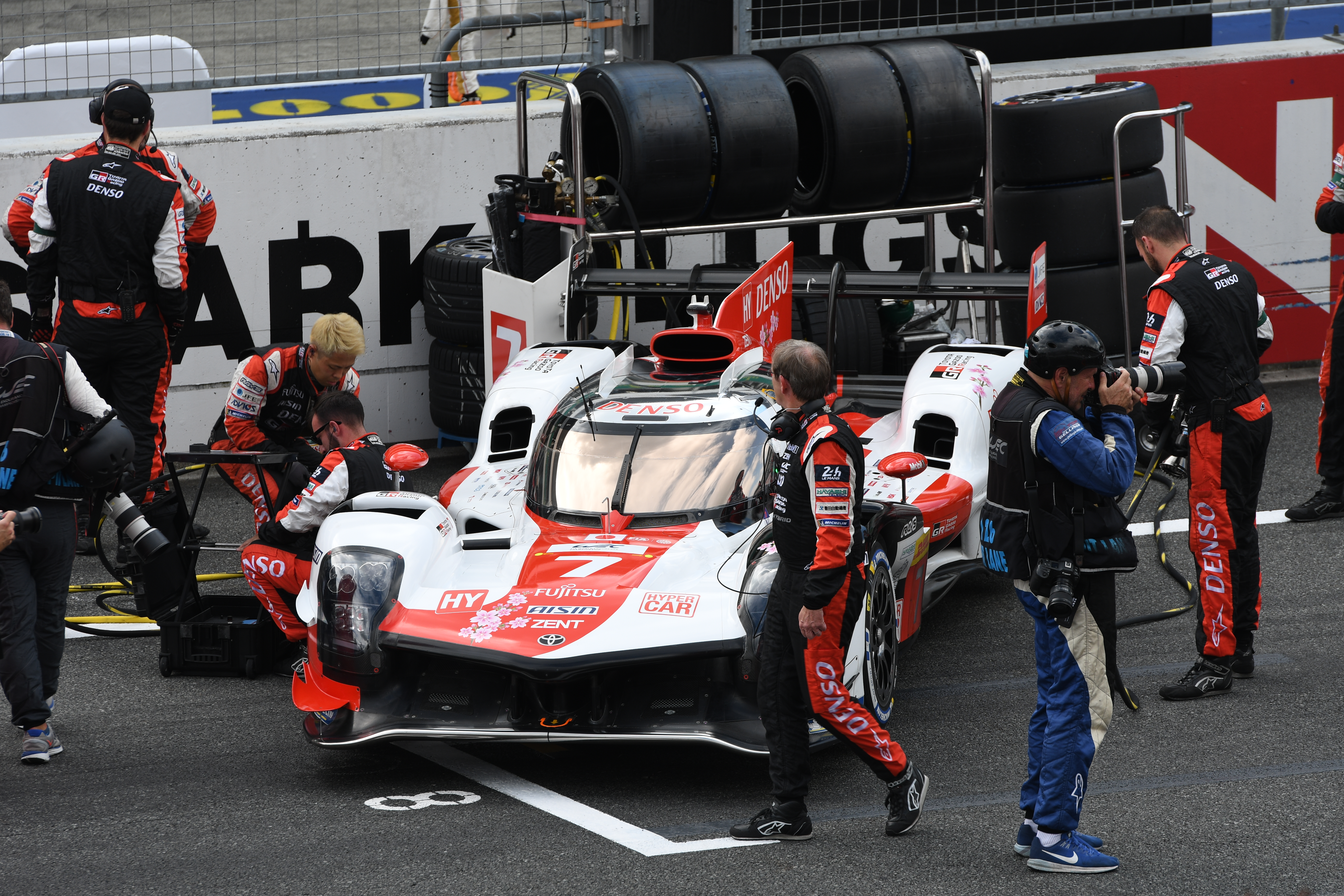
Der siegreiche Toyota GR010 Hybrid von Mike Conway, Kamui Kobayashi und José María López vor dem Start

Das 6-Stunden-Rennen von Fuji 2023, auch TotalEnergies 6 Hours of Fuji, fand am 10. September auf dem Fuji Speedway statt und war der sechste Wertungslauf der FIA-Langstrecken-Weltmeisterschaft dieses Jahres.

## Das Rennen
Durch den Doppelsieg der beiden Toyota GR010 Hybrid mit den Fahrerbesatzungen Mike Conway/Kamui Kobayashi/José María López und Sébastien Buemi/Brendon Hartley/Ryō Hirakawa gewann Toyota Gazoo Racing, die Rennmannschaft des japanischen Automobilbauers, zum fünften Mal in Folge die Herstellerwertung der FIA-Langstrecken-Weltmeisterschaft. Vor dem abschließenden Saisonrennen in Bahrain betrug der Vorsprung auf das zweitplatzierte Ferrari-AF-Corse-Team 40 Punkte. Da in Bahrain ein Team nur maximal 39 Punkte erzielen konnte, stand Toyota bereits nach dem Heimrennen in Fuji (die Rennstrecke ist Teil des Toyota-Konzerns) als Weltmeister fest. 
Das Rennen entwickelte sich zu einem Dreikampf der beiden Toyota mit dem Penske-Porsche 963 von Kévin Estre, André Lotterer und Laurens Vanthoor. Vanthoor ging beim Start an den aus der ersten Reihe ins Rennen gehenden Toyota vorbei in Führung. Teamkollege Kévin Estre lag nach drei Stunden Fahrzeit 16 Sekunden vor den Toyotas, die zu diesem Zeitpunkt von José María López und Ryō Hirakawa gefahren wurden. Knapp vor dem Ende der jeweiligen Stints (Fahrzeit zwischen zwei geplanten Boxenstopps bzw. Zeit, die ein Fahrer im Cockpit verbringt) holten Lopez und Hirakawa den Rückstand auf. Nach einem Platztausch der Toyota überholte Hirakawa knapp vor dem Stopp den Porsche und übergab das Fahrzeug an Teamkollegen Brendon Hartley. Durch einen schnelleren Stopp ging auch der zweite Toyota, nunmehr gefahren von Kamui Kobayashi, am Porsche vorbei, den die letzten beiden Stunden André Lotterer steuerte. Am Ende gewann Kobayashi im Wagen mit der Startnummer 8 mit dem deutlichen Vorsprung von 39 Sekunden auf den GR010 Hybrid mit der Nummer 7, an dem Hartley Vibrationen beklagte, sodass er in der letzten Stunde die Rundenzeiten von Kobayashi nicht mehr fahren konnte.

## Ergebnisse

### Schlussklassement
| Pos. | Klasse   | Nr. | Team                      | Fahrer                                                      | Fahrzeug                 | Runden |
| ---- | -------- | --- | ------------------------- | ----------------------------------------------------------- | ------------------------ | ------ |
| 1    | LMH      | 7   | Toyota Gazoo Racing       | Mike Conway Kamui Kobayashi José María López                | Toyota GR010 Hybrid      | 229    |
| 2    | LMH      | 8   | Toyota Gazoo Racing       | Sébastien Buemi Brendon Hartley Ryō Hirakawa                | Toyota GR010 Hybrid      | 229    |
| 3    | LMH      | 6   | Porsche Penske Motorsport | Kévin Estre André Lotterer Laurens Vanthoor                 | Porsche 963              | 229    |
| 4    | LMH      | 50  | Ferrari AF Corse          | Antonio Fuoco Miguel Molina Nicklas Nielsen                 | Ferrari 499P             | 228    |
| 5    | LMH      | 51  | Ferrari AF Corse          | James Calado Antonio Giovinazzi Alessandro Pier Guidi       | Ferrari 499P             | 228    |
| 6    | LMH      | 38  | Hertz Team Jota           | António Félix da Costa Will Stevens Ye Yifei                | Porsche 963              | 228    |
| 7    | LMH      | 94  | Peugeot TotalEnergies     | Loïc Duval Gustavo Menezes Stoffel Vandoorne                | Peugeot 9X8              | 228    |
| 8    | LMH      | 93  | Peugeot TotalEnergies     | Mikkel Jensen Paul di Resta Jean-Éric Vergne                | Peugeot 9X8              | 226    |
| 9    | LMH      | 99  | Proton Competition        | Gianmaria Bruni Harry Tincknell Neel Jani                   | Porsche 963              | 221    |
| 10   | LMH      | 2   | Cadillac Racing           | Earl Bamber Alex Lynn Richard Westbrook                     | Cadillac V-Series.R      | 219    |
| 11   | LMP2     | 41  | Team WRT                  | Rui Andrade Louis Delétraz Robert Kubica                    | Oreca 07                 | 219    |
| 12   | LMP2     | 22  | United Autosports         | Filipe Albuquerque Philip Hanson Frederick Lubin            | Oreca 07                 | 218    |
| 13   | LMP2     | 31  | Team WRT                  | Robin Frijns Sean Gelael Ferdinand Habsburg                 | Oreca 07                 | 218    |
| 14   | LMP2     | 23  | United Autosports         | Ben Hanley Oliver Jarvis Josh Pierson                       | Oreca 07                 | 218    |
| 15   | LMP2     | 36  | Alpine Elf Team           | Julien Canal Charles Milesi Matthieu Vaxivière              | Oreca 07                 | 218    |
| 16   | LMP2     | 28  | Jota                      | Pietro Fittipaldi David Heinemeier Hansson Oliver Rasmussen | Oreca 07                 | 218    |
| 17   | LMP2     | 10  | Vector Sport              | Gabriel Aubry Ryan Cullen Matthias Kaiser                   | Oreca 07                 | 217    |
| 18   | LMP2     | 9   | Prema Racing              | Juan Manuel Correa Filip Ugran Bent Viscaal                 | Oreca 07                 | 217    |
| 19   | LMP2     | 34  | Inter Europol Competition | Albert Costa Fabio Scherer Jakub Śmiechowski                | Oreca 07                 | 217    |
| 20   | LMP2     | 63  | Prema Racing              | Andrea Caldarelli ---- Daniil Kwjat Doriane Pin             | Oreca 07                 | 216    |
| 21   | LMP2     | 35  | Alpine Elf Team           | Olli Caldwell André Negrão Memo Rojas                       | Oreca 07                 | 216    |
| 22   | LMH      | 4   | Floyd Vanwall Racing Team | João Paulo de Oliveira Esteban Guerrieri Tristan Vautier    | Vanwall Vandervell 680   | 211    |
| 23   | LMGTE-Am | 54  | AF Corse                  | Francesco Castellacci Thomas Flohr Davide Rigon             | Ferrari 488 GTE Evo      | 210    |
| 24   | LMGTE-Am | 33  | Corvette Racing           | Nicky Catsburg Ben Keating Nicolás Varrone                  | Chevrolet Corvette C8.R  | 210    |
| 25   | LMGTE-Am | 57  | Kessel Racing             | Scott Huffaker Takeshi Kimura Ritomo Miyata                 | Ferrari 488 GTE Evo      | 210    |
| 26   | LMGTE-Am | 85  | Iron Dames                | Sarah Bovy Rahel Frey Michelle Gatting                      | Porsche 911 RSR-19       | 210    |
| 27   | LMGTE-Am | 56  | Team Project 1 – AO       | P. J. Hyett Gunnar Jeannette Matteo Cairoli                 | Porsche 911 RSR-19       | 210    |
| 28   | LMGTE-Am | 77  | Dempsey-Proton Racing     | Julien Andlauer Christian Ried Mikkel Pedersen              | Porsche 911 RSR-19       | 210    |
| 29   | LMGTE-Am | 98  | Northwest AMR             | Ian James Daniel Mancinelli Alex Riberas                    | Aston Martin Vantage AMR | 210    |
| 30   | LMGTE-Am | 86  | GR Racing                 | Ben Barker Riccardo Pera Mike Wainwright                    | Porsche 911 RSR-19       | 210    |
| 31   | LMGTE-Am | 83  | Richard Mille AF Corse    | Luís Pérez Companc Alessio Rovera Lilou Wadoux              | Ferrari 488 GTE Evo      | 209    |
| 32   | LMGTE-Am | 777 | D'Station Racing          | Tomonobu Fujii Satoshi Hoshino Casper Stevenson             | Aston Martin Vantage AMR | 209    |
| 33   | LMGTE-Am | 60  | Iron Lynx                 | Matteo Cressoni Alessio Picariello Claudio Schiavoni        | Porsche 911 RSR-19       | 209    |
| 34   | LMGTE-Am | 21  | AF Corse                  | Kei Cozzolino Hiroshi Koizumi Simon Mann                    | Ferrari 488 GTE Evo      | 208    |
| 35   | LMGTE-Am | 25  | ORT by TF                 | Ahmad Al Harthy Michael Dinan Charlie Eastwood              | Aston Martin Vantage AMR | 206    |
| 36   | LMH      | 5   | Porsche Penske Motorsport | Dane Cameron Michael Christensen Frédéric Makowiecki        | Porsche 963              | 182    |

### Nur in der Meldeliste
Zu diesem Rennen sind keine weiteren Meldungen bekannt.

### Klassensieger
| Klasse   | Fahrer                | Fahrer          | Fahrer           | Fahrzeug            | Platzierung im Gesamtklassement |
| -------- | --------------------- | --------------- | ---------------- | ------------------- | ------------------------------- |
| LMH      | Mike Conway           | Kamui Kobayashi | José María López | Toyota GR010 Hybrid | Gesamtsieg                      |
| LMP2     | Rui Andrade           | Louis Delétraz  | Robert Kubica    | Oreca 07            | Rang 11                         |
| LMGTE-Am | Francesco Castellacci | Thomas Flohr    | Davide Rigon     | Ferrari 488 GTE Evo | Rang 23                         |

### Hypercar-Balance-of-Performance
| Fahrzeug                      | Mindestgewicht | Max. Leistung | Max. Energiemenge pro Stint | Hybridboost ab                       | Handicap Nachtanken |
| ----------------------------- | -------------- | ------------- | --------------------------- | ------------------------------------ | ------------------- |
| Cadillac V-Series.R (LMDh)    | 1039 kg (+ 7)  | 505 kW (+ 6)  | 894 Megajoule (+ 4)         | 0 km/h                               | 1,0 Sekunden        |
| Ferrari 449P (LMH)            | 1076 kg (+ 7)  | 505 kW (+ 7)  | 898 Megajoule (+ 5)         | 190 km/h                             | 1,2 Sekunden        |
| Glickenhaus SCG 007 LMH (LMH) | 1030 kg        | 520 kW        | 916 Megajoule               | –                                    | –                   |
| Peugeot 9X8 (LMH)             | 1038 kg (- 8)  | 520 kW        | 907 Megajoule (- 7)         | 135 km/h (trocken); 150 km/h (Regen) | 1,2 Sekunden        |
| Porsche 963 (LMDh)            | 1054 kg (+ 5)  | 514 kW (+ 8)  | 906 Megajoule (+ 7)         | 0 km/h                               | 1,0 Sekunden        |
| Toyota GR010 Hybrid (LMH)     | 1080 kg        | 514 kW (+ 7)  | 907 Megajoule (- 1)         | 190 km/h                             | 1,2 Sekunden        |
| Vanwall Vandervell 680 (LMH)  | 1030 kg        | 520 kW        | 903 Megajoule (- 10)        | –                                    | –                   |

### Renndaten
- Gemeldet: 36
- Gestartet: 36
- Gewertet: 36
- Rennklassen: 3
- Zuschauer: unbekannt
- Wetter am Rennwochenende: trocken und warm
- Streckenlänge: 4,563 km
- Fahrzeit des Siegerteams: 6:01:17,551 Stunden
- Runden des Siegerteams: 229
- Distanz des Siegerteams: 1044,927 km
- Siegerschnitt: unbekannt
- Pole Position: Kamui Kobayashi – Toyota GR010 Hybrid (#7) – 1:27,794 = 187,100 km/h
- Schnellste Rennrunde: Kamui Kobayashi – Toyota GR010 Hybrid (#7) – 1:30,735 = 181,000 km/h
- Rennserie: 6. Lauf zur FIA-Langstrecken-Weltmeisterschaft 2023